# Zend Technologies
Zend Technologies Ltd.  es una de la empresa israelí de software de infraestructura World Wide Web con sede en Cupertino, California, EE. UU., cuyo centro de tecnología está en Ramat Gan, Tel Aviv, Israel y oficinas en Francia, Italia y Alemania. Las operaciones de la compañía están centrados en productos relacionados con el desarrollo, despliegue y gestión de aplicaciones PHP basadas en web, incluyendo Zend Studio.

## Historia
Zend Technologies fue fundado por Andi Gutmans y Zeev Suraski, quienes junto con otros israelíes graduados del Technion, reescribieron PHP después de que fuera creado por Rasmus Lerdorf.
En 1997, Gutmans y Suraski reescribieron el parseador de PHP-FI, escrito originalmente por Lerdorf. El resultado fue PHP 3.
En 1998 se rediseñó el parseador completo, y lo llamaron motor Zend. El nombre Zend es una combinación de los nombres de los fundadores Zeev y Andi. PHP 4 se basa en la primera versión del motor Zend.
En 1999, su compañía Zend Technologies se estableció formalmente y recibió financiación inicial de capital de riesgo de los fondos israelíes Platinum Neurone Ventures y Walden Israel, un ejecutivo de negocios con experiencia, Doron Gerstel, fue contratado para dirigir la compañía como director general.
En julio de 2004, Zend Technologies recaudó 8 millones de dólares en una financiación de serie C y estableció su sede en los EE. UU.
En enero de 2005 Intel Capital y SAP Ventures, se unieron a los inversores existentes en Zend Technologies.
En junio de 2006, Zend Technologies recibió el Premio a la Mejor Empresa Startup en la Conferencia Anual de Israeli Venture Association Annual Hi Tech en Tel Aviv. El premio fue presentado por el primer ministro israelí, Ehud Olmert.
En agosto de 2006 Zend recaudó 20 millones de dólares en una financiación de Serie D.
En febrero de 2009, el cofundador de Zend Andi Gutmans fue nombrado consejero delegado, después de haber servido previamente como vicepresidente de Investigación y Desarrollo de la compañía. Zend también reclutó a Mark Burton, quien anteriormente desempeñó el papel de vicepresidente ejecutivo de ventas y alianzas en todo el mundo en MySQL, como Presidente Ejecutivo.

## Productos
- Zend Server

Zend servidor es un servidor de aplicaciones web para ejecutar y administrar aplicaciones PHP. Zend Server viene con una función de control de la aplicación, el problema de diagnóstico de aplicaciones, almacenamiento en caché y las capacidades de optimización y un administrador de Web basada en consola. Incluyen una prueba de distribución de PHP, Zend Framework, y de conectividad cuadro a todos los bases de datos comunes, la conectividad de Java, y un servidor PHP integrado de descarga y escalable (para Linux solamente).
- Zend Server Community Edición

La Zend Server Community Edición es una versión del servidor de aplicaciones PHP Zend Server. Zend Server Community Edition es fácil de instalar, compatible con Linux, Windows y Mac OS X, y se actualiza periódicamente por Zend.
- Plataforma Zend

Zend Platform es un producto que se ejecuta en un servidor web, el seguimiento de PHP y aplicaciones de informes sobre los resultados y los posibles problemas. También ofrece un acelerador de PHP (a menudo confundido con el libre Zend Optimizer), un contenido de caché de solución incluyendo una API de almacenamiento en caché de la página parcial, la agrupación de sesión y la gestión de numerosas herramientas. Zend Platform puede ser usado en conjunción con Zend Studio para hacer la depuración remota y perfil de las aplicaciones PHP en su entorno de servidor de origen.
- Zend Studio

Zend Studio es un completo entorno de desarrollo integrado para el lenguaje de programación PHP. Está escrito en Java, y está disponible para las plataformas Microsoft Windows, Mac OS X y GNU/Linux.
- Zend Guard

Zend Guard ofrece protección a la distribución masiva de aplicaciones comerciales de PHP.
- Zend Certified Engineer

Zend también proporciona una prueba de certificación PHP y de que las personas que pasan el examen con éxito quedan con la Zend Certified Engineer(ZCE).

## Proyectos patrocinados
- Zend Engine

Zend Engine es el corazón de PHP, originalmente escrita por Andi Gutmans y Zeev Suraski. La primera versión del Zend Engine fue enviada con PHP4. Zend patrocina a algunos desarrolladores a contribuir activamente en el motor, mientras que el desarrollo principal del Zend Engine hoy proviene de los contribuyentes al proyecto PHP.
- Zend Framework

Zend Framework es un código abierto, de aplicaciones web orientadas a objetos-marco por escrito en PHP5 y licenciado bajo la nueva licencia BSD.
- Simple Cloud API

El simple Cloud API es un código abierto el cual es una iniciativa para permitir a los desarrolladores usar una interfaz común para acceder a múltiples servicios de distintos proveedores en la nube computacional